# Selena Etc.
Selena Etc. (27 januari 1993 – 1 juli 2009) var en butik, skönhetssalong och klädaffär som grundades av den amerikanska sångaren Selena Quintanilla. Selena Etc. byggdes i Corpus Christi, Texas och färdigställdes den 27 januari 1993. Byggnaden förblev högkvarteret när Selena öppnade en ytterligare butik i San Antonio, Texas.